# Podogymnura aureospinula
Espèce
Statut de conservation UICN

 EN B2ab(ii,iii) : En danger
Podogymnura aureospinula est une espèce de mammifères insectivores de la famille des Erinaceidae. C'est une espèce en danger, endémique des Philippines.

## Description de l'espèce
C'est une sorte de hérisson sans piquants, comme tous les gymnures, qui ressemble un peu à une musaraigne.
Podogymnura aureospinula se différencie de Podogymnura truei par la présence d'une ligne dorsale brune mouchetée de noir.
Ce sont des animaux terrestres de taille moyenne, d'une longueur de 13 à 15 cm. La queue fait environ 1/3 du corps et mesure de 4 à 7 cm. Ils sont gris sur le dos, avec quelques poils bruns plus durs mêlés à leur fourrure faite de poils longs, épais et doux. Sur le ventre la fourrure est moins dense, mêlée de blanc et de brun. La queue, moins poilue, est de couleur beige violacée. Les pattes sont dénudées et laissent voir une peau rosée. Les membres postérieurs mesurent de 3,1 à 3,7 cm.
Il n'y a apparemment pas de dimorphisme sexuel.

## Répartition et habitat

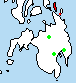
Répartition, sur l'île de Mindanao et les îles voisines,
aux Philippines (à confirmer) :
P. aureospinula
P. truei

L'espèce vit exclusivement aux Philippines, sur les iles de Dinagat, Bucas Grande et Siargao islands. Elle vit dans les forêts primaires et secondaires de ces iles, mais la déforestation extensive menace le peu de territoire qui leur reste. L'habitat est de plus fort perturbé par les mines de nickel et les carrières de calcaire destiné à la fabrication des routes. La forêt de l'ile de Dinagat fait à présent moins de 50 km2 et l'ile est entièrement destinée à la concession minière. Le nombre d'individus décroît et on ignore si l'espèce peut encore survivre longtemps dans ces conditions.

## Statut de conservation
Le territoire de ces animaux est réduit à moins de 5 000 km2 aux Philippines. Bien que leur habitat soit théoriquement une zone protégée, il est fragmenté et menacé par la déforestation. L'espèce est déclarée en danger par l'UICN depuis 1996.